# Power Pro Kun Pocket 6
Power Pro Kun Pocket 6 (パワプロクンポケット6?) es un videojuego de béisbol y Simulación para Game Boy Advance, fue desarrollado por Diamond Head y publicado por Konami en 4 de diciembre de 2003, exclusivamente en Japón. Fue el sexto juego de Power Pro Kun Pocket, es el spin-off de la serie Jikkyō Powerful Pro Yakyū, y fue el séptimo juego para el Portátil de Nintendo.
- Datos: Q20995187